# J'ai acheté un zoo
J'ai acheté un zoo (We Bought a Zoo) est une autobiographie de Benjamin Mee. Elle a fait l'objet d'une adaptation au cinéma, sous le titre de « Nouveau Départ ». Elle raconte la reprise du Dartmoor Wildlife Park (en) (zoo du Dartmoor) par la famille Mee.